# Liste des Gouverneurs de Cambrai
Le titre de Gouverneur de Cambrai semble remonter à la période médiévale. Plusieurs personnes sont mentionnées comme tel dans certains arbres généalogiques.
- Début du XIIIe siècle : Jean 1er de Dion[1].
- Fin du XIVe siècle : Gilles 1er de Dion, affilié au précédent[1].
- Début du XVe siècle : Jean de Dion, fils du précédent[1].

## Liste des gouverneurs après la conquête française de 1576
- 1576 - 1581 ou 1582 : Baudouin de Gavre
- 1581 ou 1582 - 1595 : Jean de Montluc de Balagny

## Liste des gouverneurs après le siège espagnol de 1595
Après la reprise de la ville par les armées Espagnoles en 1595, Le gouverneur français Balagny dut se rendre et abandonner son titre de gouverneur et de prince de Cambrai. Le comte espagnol de Fuentes nomma un nouveau gouverneur espagnol à la tête de la ville et de la citadelle.
- 1595 - ? : Don Agustìn Mejìa (1555-1629) [2],[3]
- 1597 - ? : Don Alphonso de Mendoza[2]
- ? - 1601 : Don Sancho Martinez de Leyva (es), mort à Cambrai en 1601.
- 1601 - ? : Don Juan Pelegrin[2]
- ? - 1616 : Don Juan de Rivas[2]
- 1616 - 1632 : Don Carlos Coloma de Saa[4]
- 1632 - ? : Marquis de Fuentes
- ? - ? : Loys Bernaindes
- ? - ? : Comte de Fuensaldagnes
- ? - 1655 : Don Ferdinand de Quesada y Toledo, Comte de Garcies, mort à Cambrai le 19 juin 1655.
- 1655 - 1658 : Jean de Velasco, comte de Salazar
- 1658 - 1662 : Don Fernando de Solis
- 1663 - 1667 : Don Gabriel de la Torre, mort à Cambrai le 13 mai 1667
- 1667 : Francisco Sanchez Pardo, gouverneur
- 1667 - 1671 : Marquis de Montroy
- 1671-1677 : Don Pedro de Zavala[5]

## Liste des gouverneurs au cours de la période française
Après la conquête de Cambrai par Louis XIV en 1677, la ville est annexée par le royaume de France en 1678 lors de la ratification du Traité de Nimègue. Deux gouverneurs sont dès lors nommés, l'un attaché à la défense de la ville de Cambrai, l'autre à celle de la citadelle.

### Gouverneurs de la ville de Cambrai
- 21 avril 1677 - 1681 : Jean Jacques Barthelemy, Chevalier, Seigneur de Cézan, dit Le Marquis de Cézan, mort le 5 février 1681[6]
- 1681 - 1708 : François de Montberon, vicomte de Montberon. Décédé à Cambrai le 16 mars 1708[7].
- 1708 - Janvier 1721 : Jacques Bazin de Bezons, marquis de Bezons[7].
- Janvier 1721 - 1740 : Louis Gabriel Bazin, marquis de Bezons, fils du précédent[8].
- 1740 - 1744 : Louis Pierre Engilbert de la Marck, Comte de la Marck[9].
- 1744-1773 : Louis Engelbert de la Marck, Comte de la Marck, fils du précédent[10].
- 1773 - ? : François Henri de Franquetot, duc de Coigny[11].

### Gouverneurs de la citadelle de Cambrai
- 1677 - 12 décembre 1679 : Thomas de Choisy, Marquis de Mongnéville [12]
- 1679 - 1697 : Antoine de la Caille, Chevalier, Seigneur du Tilleul [12]
- 1697 - 1720 : Charles de la Riviere, Seigneur du Fresne, décédé le 3 Juin 1720 à Cambrai[12].
- 1720 - 1721 : Thomas de Gisar, décédé le 28 août 1721 à Metz-en-Couture[12].
- 1721 - 1734 : Sire de la Forcade, décédé à Cambrai le 11 novembre 1734[12].
- 1734 - 1743 : Michel Gestart de Puisaloux, décédé en fonction le 14 mars 1743[13]